# Pégou
Pour les articles homonymes, voir Bago.
Pégou, que les Birmans écrivent Bago (ပဲခူးတုိင္‌း) depuis 1989, est une ville de Birmanie, capitale de la région du même nom. Elle est située à 80 km au nord-est de Rangoun. Sa population est de 220 000 habitants.
L'existence de deux graphies latines vient de la différence entre la graphie littérale birmane et la prononciation réelle.

## Histoire
Pégou fut une des trois capitales des Môns, avec Thaton, située plus à l'est, et Nakhon Pathom, aujourd'hui en Thaïlande.
Selon la légende, ce sont deux princesses mônes de Thaton qui auraient fondé la ville en 573 de notre ère, après un présage favorable : Un couple d'oies sacrées brahmaniques se serait posé sur un minuscule îlot du golfe de Martaban, si petit que la femelle, faute de place, dut se poser sur le dos du mâle. C’est à ce couple légendaire que Pégou doit son premier nom, Hamsawaddy ou Hanthawaddy, le « royaume de l’oie ».
C'est en référence à cette légende que le symbole de Pégou est un hamsa (oie ou cygne femelle, monture du dieu Brahmā) et que le sceau de la Région de Bago porte deux oies superposées.
Dès le VIIIe siècle, le royaume de Pégou perdit toute importance et fut englobé dans celui de Thaton.

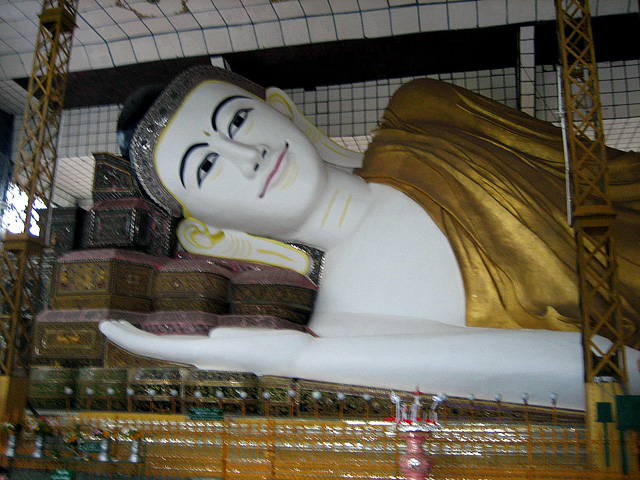
Le Bouddha couché de Shwethalyaung, long de 54 m, construit en 994 apr. J.-C. par le roi Migadepa

Il tomba avec l'ensemble des Môns de l'ouest sous la domination des birmans du Royaume de Pagan en 1057. En dépit d'une révolte en 1084, les Môns ne retrouvèrent leur indépendance qu'après la chute de Pagan devant les mongols en 1287.
Une dynastie mône s'établit alors en Basse-Birmanie, d'abord à Martaban puis à Pégou. De 1369 à 1539, la capitale du royaume môn de Ramanadesa porte le nom d'Hanthawaddy.
Durant le règne du roi Rajadhirat (1383-1422), Pégou est en guerre continuelle avec le royaume birman d'Ava (Guerre de Quarante ans). Le règne de la reine Baña Thau (en birman Shin Saw Bu, 1453-72) est pacifique. Elle choisit le moine bouddhiste Dhammazedi pour lui succéder (1472-92). Sous ce dernier, Pégou devient un centre commercial et de bouddhisme theravada.
La région retombe sous la domination birmane en 1539, avec son annexion par le roi Tabinshweti. Les souverains de la dynastie Taungû font de Pégou leur capitale, mais la perdent en 1599, pour ne la reprendre qu'en 1613. Ils l'utilisent comme base pour leurs invasions répétées du Siam. La ville est un port important, fréquemment visité par les Européens : le Marseillais Vincent Le Blanc la visite en 1620, et le « royaume de Pegu » occupe une place importante dans le récit de ses voyages publié en 1648. Mais le site est trop exposé : Les Birmans déplacèrent de nouveau leur capitale à Ava en 1634.
En 1740, les Môns se révoltent et connaissent une brève période d'indépendance, mais le roi birman Alaungpaya pille et détruit complètement la ville en 1757.
Pégou est reconstruite par le roi Bodawpaya (1782-1819). Entretemps, le fleuve avait changé de cours, et la ville se retrouve coupée de la mer. Elle ne regagnera jamais son importance. Après la deuxième guerre anglo-birmane, les Britanniques annexent Pégou en 1852. En 1862, ils créent la « province de Birmanie britannique », l'intègrent au Raj, et déplacent la capitale à Rangoon.

## Lieux remarquables

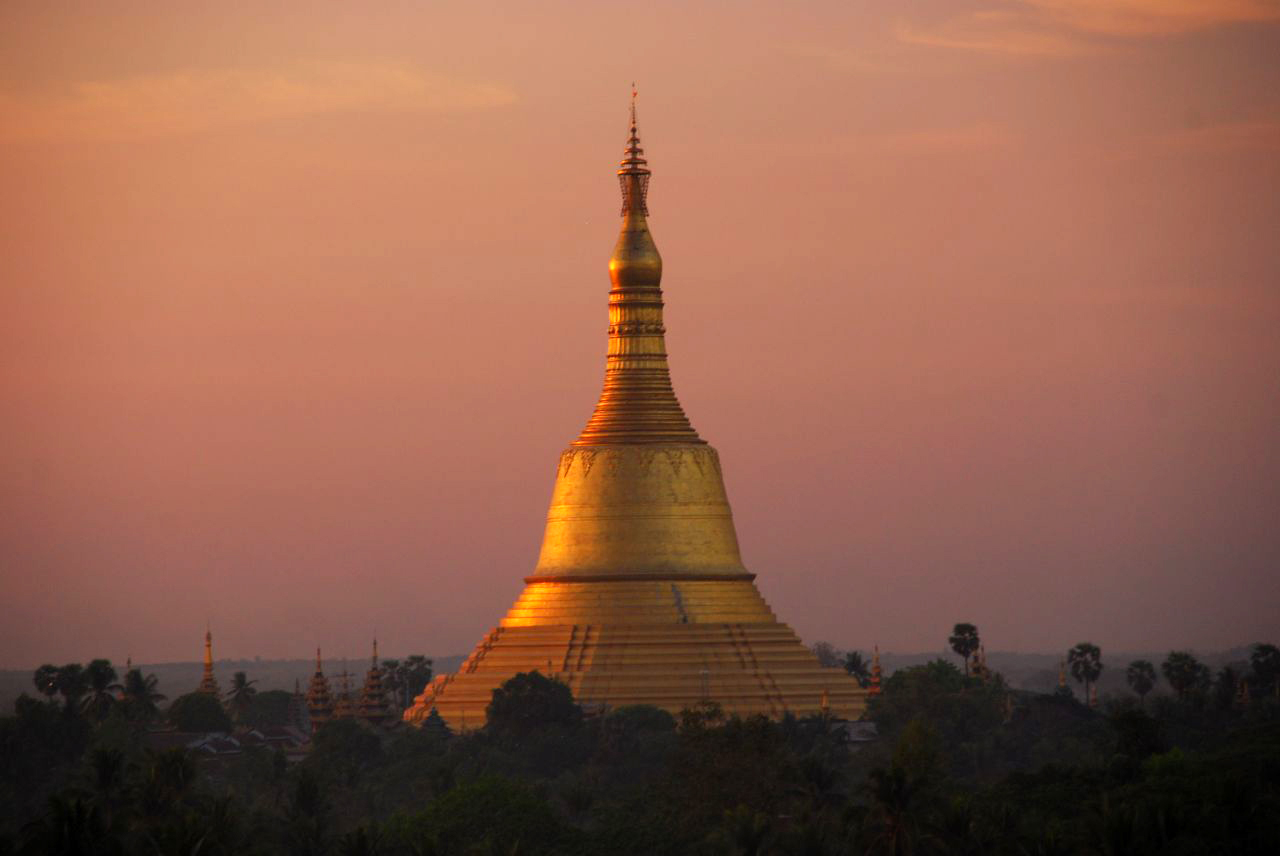
Pagode Shwemawdaw

- Bouddha couché de Shwethalyaung. La statue est vue comme un sanctuaire dans un pays où le bouddhisme a deux mille ans d'histoire et où 89 % de la population est croyante.
- Shwemawdaw Paya.
- Kyaikpun Paya.
- Pagode Hintha Gon
- Palais de Kanbawzathadi.
- Maha Kalyani Sima.
- Mahazedi Paya.
- Monastère du Serpent
- Shwegugale Paya.
- Bago Degree College.